# Desire (chanson de U2)
Pour les articles homonymes, voir Desire.
Singles de U2
One Tree Hill
(1987) Angel of Harlem
(1988)
Pistes de Rattle and Hum
Van Diemen's Land Hawkmoon 269
Desire est une chanson du groupe de rock U2, extraite de l'album Rattle and Hum. Il s'agit du premier single de cet album, sorti en septembre 1988. Le guitariste The Edge a affirmé s'être inspiré  plus de 1969 des Stooges pour la réalisation de cette chanson que du diddley beat (de Bo Diddley). C'est le premier 45 tours de l'histoire de U2 à être classé N°1 au Royaume-Uni. Il a atteint également la 3e place aux Etats-Unis. Aux Grammy Awards le 22 février 1989 à Los Angeles, U2 a reçu pour Desire le prix de la meilleure performance rock par un duo ou un groupe.

## Thématique
La chanson raconte l’histoire d’un chanteur qui cherche l’amour et l’excitation dans la ville. Il a une guitare rouge et est attiré par une femme, Desire. Il la décrit comme une protection et une promesse et se laisse prendre par elle. Il est en proie à la fièvre lorsqu’il est à ses côtés.

## Desireraconté par Bono
Sur sa chanson, la star de U2 dit : « Ça parle de luxure, d'ambition et de sexe. Les désirs que j'ai. Parfois, je donne l'impression d'être dans U2 pour sauver le monde, alors que j'y suis pour sauver mon cul. Le désir est ma porte de sortie. Au centre-ville de LA, dans le centre-sud de Los Angeles, les gens ont des issues différentes. Les vendeurs de crack, c'est leur échappatoire. C'est une autre moralité, c'est mal, mais je ne porte pas de jugement. C'est leur seul moyen de s'évader. J'ai trouvé le mien. Je parle de sexe ! ».

## Clip de la chanson
Le clip vidéo de Desire a été tourné à Hollywood, en Californie, et réalisé par Richard Lowenstein et Lynn-Maree Milburn. Il s'agit de la version remix hollywoodienne de la chanson, avec les membres du groupe et des habitants de divers endroits de la ville, complétée par des images aléatoires se rapportant à des références de la chanson.

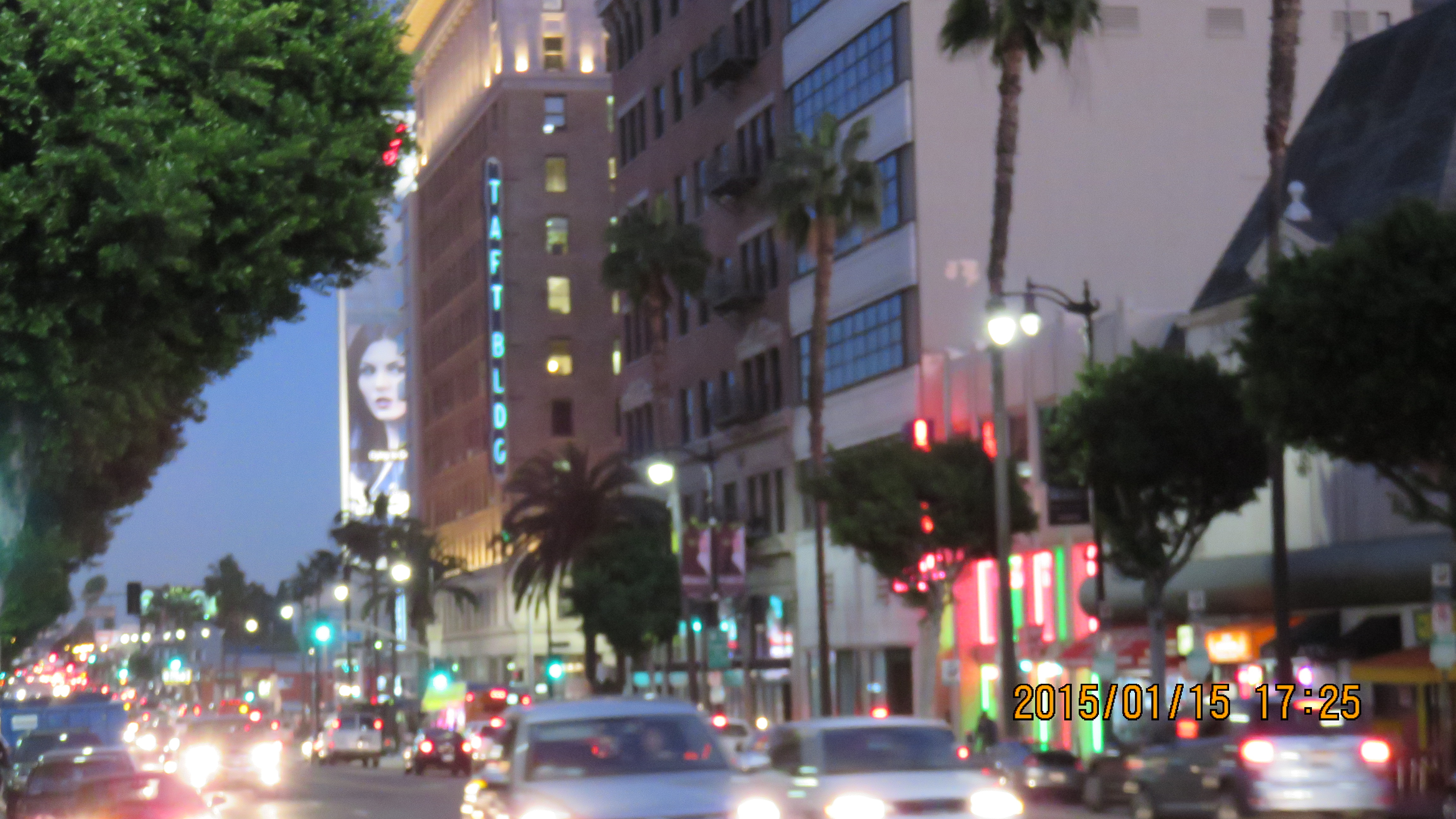
Le clip de Desire a été réalisé à Hollywood.

## Critique
Dans le hors-série des Inrockuptibles consacrés à U2 en 2017, Sophie Rosemont dit que « Desire possède une énergie brute et vintage à la fois, portée par le chant survolté de Bono. Résultat : la tête des classements et premier Grammy Award, celui de la "Best Rock Performance"  ».

## Classement
| Classement (1988)                      | Meilleure position |
| -------------------------------------- | ------------------ |
| Australie (ARIA)                       | 1                  |
| Autriche (Ö3 Austria Top 40)           | 19                 |
| Belgique (Flandre Ultratop 50 Singles) | 7                  |
| France (SNEP)                          | 37                 |
| Allemagne (Media Control AG)           | 9                  |
| Irlande (IRMA)                         | 1                  |
| Pays-Bas (Nederlandse Top 40)          | 2                  |
| Nouvelle-Zélande (RMNZ)                | 1                  |
| Norvège (VG-lista)                     | 5                  |
| Espagne (PROMUSICAE)                   | 1                  |
| Suède (Sverigetopplistan)              | 5                  |
| Suisse (Schweizer Hitparade)           | 9                  |
| Royaume-Uni (UK Singles Chart)         | 1                  |
| États-Unis (Hot 100)                   | 3                  |